# یوش (خوسف)
یوش یک روستا در ایران است که در دهستان جلگه ماژان شهرستان خوسف واقع شده‌است. یوش ۴۴ نفر جمعیت دارد.